# Московська синекліза
Московська синекліза — велика полога негативна структура (депресія) центральної частини стародавньої Східно-Європейської платформи. З півдня та південного заходу обмежена Воронезькою та Білоруською антеклізами, із заходу — Латвійською сідловиною, зі сходу: Токмовським, Котельницьким та Сисольським склепіннями Волзько-Камською антеклізою та на північному сході з байкальскими спорудами Тімана і півострова Канін Ніс. Північним продовженням синеклізи є Мезененська синекліза, відокремлена невеликим підняттям фундаменту — Лузською сідловиною, розташованої на продовженні підняття Вітряного пояса Балтійського щита. Як самостійна структурна форма синекліза відокремилася у середині девону і розвивалася до середини тріасу. На заході і півдні по межах має виходи карбонових відкладень, сході — підошвою порід тріасу. Структура асиметрична — з піднесеним північно-західним крилом, що прилягає до Балтійського щита. У привісьовій частині глибина залягання фундаменту 3-4 км. Північне крило моноклінальне з глибинами фундаменту 1-2 км.
Площа синеклізи становить понад 1 млн. км². В її основі залягають Середньоруський та Московський авлакогени, заповнені осадовими породами рифею. У рельєфі виражена Валдайською і Смоленсько-Московської височинами, Верхньоволзькою та Північно-Двінською низовинами.
Межі синеклізи з сусідніми підняттям фундаменту носять характер флексур і монокліналей, ускладнених валами і плакантікліналій. З Тіманом вона межує з глибинних розломів. В осьовій частині синеклізи порушення типу плакантікліналей утворюють Сухонський вал. Московська синекліза — дуже древня западина, закладена над системою грабеноподібних прогинів ще у рифеї. Сучасні її контури намітилися наприкінці палеозою.
Докембрій представлений археєм, нижнім протерозоєм та іотній. Архей складний гнейсами, амфіболітами, гранитогнейсами і мігматитами. Нижній протерозой — кристалічними сланцями, які є тільки на півночі синеклізи. Всі ці відкладення дуже схожі на архей і протерозой Балтійського та Українського щитів. Іотній представлений пісковиками з прошарками конгломератів і глинистих сланців, а також вулканогенними утвореннями основного складу.
Осадовий чохол синеклізи складний породами рифею, палеозою та мезозою. З кайнозойських відкладень поширені тільки четвертинні.